# Protocol Buffers
Protocol Buffers (Protobuf) – wieloplatformowy i otwartoźródłowy format wymiany danych komputerowych wykorzystywany do serializacji danych strukturalnych. Został przygotowany przez Google w celu przechowywania i przesyłania dowolnych ustrukturyzowanych informacji w postaci binarnej. Miał zastąpić cięższy i wolniejszy format XML. 
Jest domyślnie stosowany jako język opisu interfejsu w protokole gRPC.

## Charakterystyka
Schematy struktur danych oraz serwisy są definiowane w języku pośrednim zapisywanym w plikach z rozszerzeniem .proto – przykład takiego pliku został przedstawiony poniżej: 
```
syntax
 
=
 
"proto3"
;

service
 
ServiceMethod
 
{

    
rpc
 
DoSomething
(
Input
)
 
returns
 
(
Output
);

}

message
 
Input
 
{

    
int64
 
id
 
=
 
1
;

    
string
 
data
 
=
 
2
;

    
string
 
address
 
=
 
3
;

}

message
 
Output
{

    
bool
 
is_success
 
=
 
1
;

    
string
 
response
 
=
 
2
;

}

```

Serwis składa się z zestawu zdalnych funkcji posiadających parametry wejścia i wyjścia oraz informację, czy komunikat jest elementem strumienia. Komunikat jest definiowany przez trzy pola: jego typ, nazwę własną oraz liczbę określającą, w jakiej kolejności poszczególne pola mają występować – ze względu na przesyłanie danych w postaci binarnej jest to konieczne do późniejszego poprawnego odczytania. 
Tak przygotowany plik jest wykorzystywany następnie przez kompilator o nazwie protoc do wygenerowania kodu źródłowego dla obsługiwanego języka programowania. Przesyłane informacje, dzięki utrzymanej w ten sposób strukturze danych, mogą być potem łatwo rozczytane i obsłużone przez program kliencki.